# کو کیو پیل
کو کیو پیل (کره‌ای: 고규필؛ زادهٔ ۲ مه ۱۹۸۲) بازیگر اهل کره جنوبی است. او نخستین بازیگری خود را در سال ۱۹۹۳ و در فیلم کودکان کره‌ای به نام کید کاپ انجام داد و از آن پس در فیلم‌ها و مجموعه‌های تلویزیونی قابل توجهی به عنوان نقش مکمل حضور پیدا کرد.

## فیلم‌شناسی

### مجموعه تلویزیونی
| سال  | عنوان                      | نقش                      | توضیحات/منابع           |
| ---- | -------------------------- | ------------------------ | ----------------------- |
| ۲۰۰۴ | خانه کامل                  |                          | بازیگر مکمل             |
| ۲۰۰۴ | دریاسالار جاوید یی سون شین | دول-سو                   |                         |
| ۲۰۰۶ | سئول ۱۹۴۵                  | پارک چانگ-جو             |                         |
| ۲۰۰۷ | ماهی خال خالی              | جانگ دونگ-گون            |                         |
| ۲۰۰۸ | نقاش باد                   | نقاش                     | مهمان                   |
| ۲۰۱۴ | ازدواج بدون قرار           |                          | مهمان، قسمت ۱۳          |
| ۲۰۱۵ | سلام هیولا                 | پارک سو-یونگ             |                         |
| ۲۰۱۵ | روز موعود                  | یو میونگ-هیون            |                         |
| ۲۰۱۶ | مدرسه موریم                |                          | بازیگر مکمل             |
| ۲۰۱۶ | خانم اوه دیگر              |                          | مهمان، قسمت ۳           |
| ۲۰۱۶ | تیم ۳۸                     | جونگ جا-وانگ             |                         |
| ۲۰۱۶ | یکبار دیگر                 |                          | مهمان                   |
| ۲۰۱۶ | افسانه دریای آبی           |                          | مهمان، قسمت ۹           |
| ۲۰۱۶ | اولین بوسه برای هفتمین بار |                          | مهمان، قسمت ۷           |
| ۲۰۱۸ | شرکای عدالت                | جونگ سونگ-جو             |                         |
| ۲۰۱۸ | زندگی در مریخ              | آقای یانگ                |                         |
| ۲۰۱۸ | زیبای درون                 |                          | مهمان، قسمت ۱–۲         |
| ۲۰۱۹ | کشیش بی‌اعصاب               | اوه یو-هان               |                         |
| ۲۰۱۹ | مادر من                    |                          | مهمان، قسمت ۱           |
| ۲۰۱۹ | شرکای عدالت ۲              | جونگ سونگ-سو             |                         |
| ۲۰۱۹ | بی‌خانمان                   | پارک گولنگ-دوک           |                         |
| ۲۰۱۹ | سقوط بر روی تو             | هونگ چانگ-شیک (مدیر تیم) |                         |
| ۲۰۲۰ | نفرین‌شده                   | تاک جونگ-هون             |                         |
| ۲۰۲۰ | شام رفیق                   | پارک جین-گیو             |                         |
| ۲۰۲۰ | فروشگاه ست بیول            |                          | مهمان، قسمت ۱–۲         |
| ۲۰۲۱ | عاشقان آسمان سرخ           | چونگ جی-گی               | [ ۶ ]                   |
| ۲۰۲۱ | احساس پادشاه               | هونگ نه-گوان             | [ ۷ ]                   |
| ۲۰۲۲ | عشق دیوانه‌وار              | جو هون-پال               | [ ۸ ]                   |
| ۲۰۲۲ | دیگه وقت نمایشه            | ما دونگ-چول              | [ ۹ ]                   |
| ۲۰۲۲ | آداماس                     |                          | حضور افتخاری            |
| ۲۰۲۴ | ملکه اشک                   |                          | حضور افتخاری (قسمت ۱–۲) |